# کریووشیفکا
کریووشیفکا (انگلیسی: Krivosheyevka) یک شهرک در بخش پروخوروفسکی استان بلگورود کشور روسیه است.